# Torredonjimeno
Torredonjimeno es una ciudad y municipio español situado al suroeste de la provincia de Jaén, a 17 km de la capital provincial y tradicionalmente encuadrado en la comarca de la Campiña de Jaén, aunque actualmente pertenece a la Comarca Metropolitana de Jaén. Tiene una población de 13 261 habitantes (INE 2024).
Están ubicados en una zona de tierra fértil, en la que apenas existen accidentes geográficos significativos y en un cruce de caminos que pone en contacto las tierras de Jaén con la campiña cordobesa. Por tal motivo, existen indicios en el municipio de presencia de diferentes poblados a lo largo de la historia.
El término municipal limita al norte con Escañuela, Arjona, Villardompardo y Porcuna; al sur con Martos, Jamilena y Santiago de Calatrava, al este con Torredelcampo y al oeste con la comarca de Higuera de Calatrava. Existe una gran vinculación con Jaén capital por su proximidad y la comunicación por autovía.
La red de carreteras cercanas a Torredonjimeno son la A-306, que une Jaén con Córdoba, y la A-316 que va hacia Martos. También destacar las comarcales JV-2121 que lleva a Lendínez, la JV-2101 que conduce desde el Pilar de Moya hacia la Higuera de Calatrava, la JV-2335 que conduce a Villardompardo y la A-321 que va desde el Pilar de Moya hacia Arjona.
Su historia ha dejado un importante patrimonio histórico, desde el castillo del siglo XIII, el Puente de San Sebastián del siglo XVI, el Palacio Municipal (s. XVII) del siglo XVII o las diferentes Iglesias hasta lugares enigmáticos como el Molino del Cubo (un molino harinero fortificado que data del año 1437 y que encierra múltiples leyendas), los diferentes pilares, las casas solariegas o las ermitas de Consolación y San Cosme y San Damián. El casco antiguo de Torredonjimeno fue declarado Bien de Interés Cultural, en la categoría de Conjunto Histórico, en el año 2005.
Las fiestas populares más representativas de Torredonjimeno son la «Feria de San Pedro», que se celebra la semana del 29 de junio. El 8 septiembre se celebra la romería de la Virgen de Consolación y el 27 de septiembre las fiestas patronales en honor de San Cosme y San Damián. Especial mención tiene la Semana Santa de Torredonjimeno, declarada Fiesta de Interés Turístico, teniendo gran expectación la procesión de la «Virgen de los Dolores», durante la madrugada del Viernes Santo.

## Historia

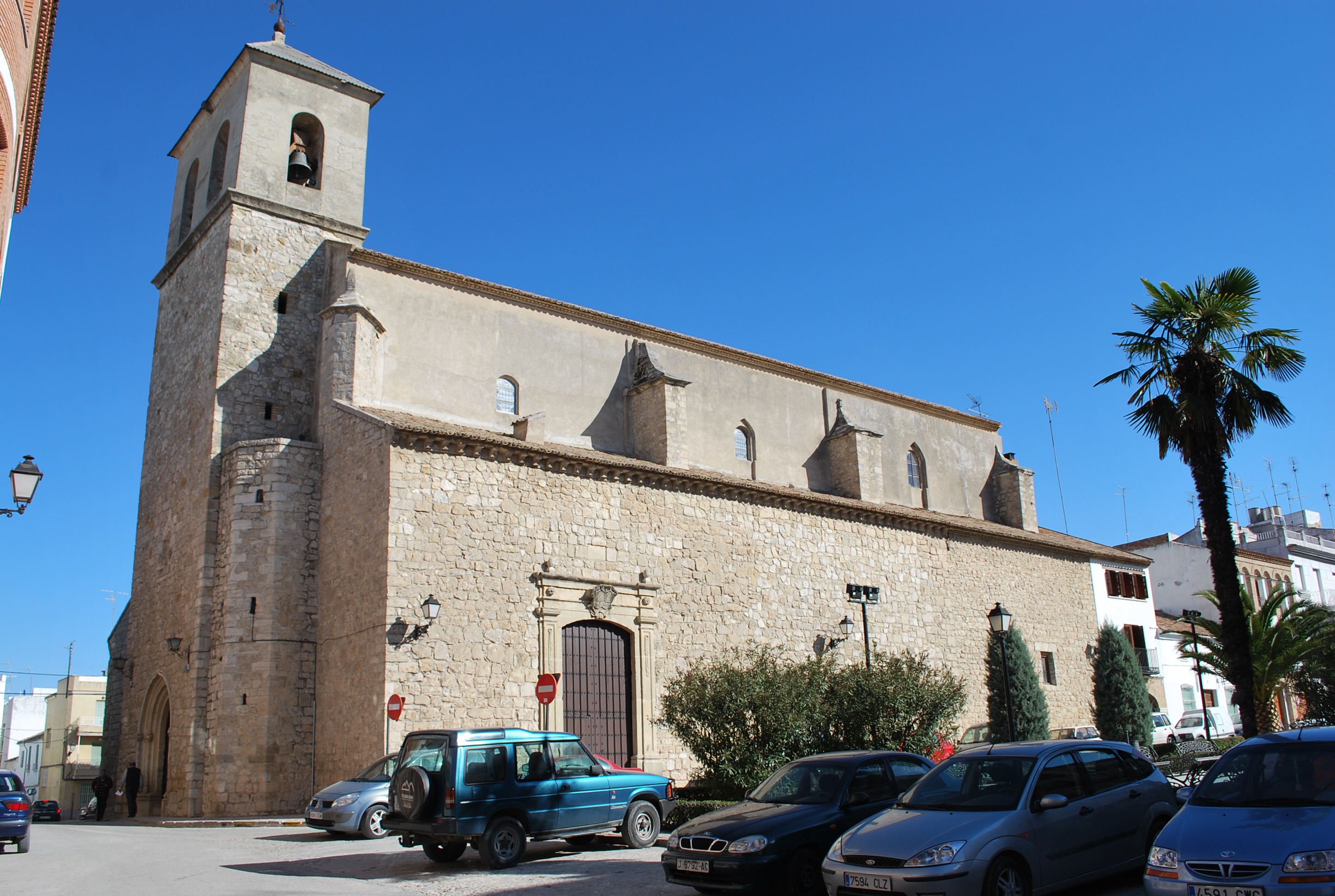
Iglesia de Santa María, en Torredonjimeno

### Antecedentes históricos
Los primeros materiales líticos que apuntan a presencia humana cercana a la localidad se han encontrado en los parajes del Arroyo del Abandonado y El Barranquillo y corresponden al Paleolítico. Durante la Edad de Cobre (III milenio a. C.) se produce un proceso de colonización de las tierras que hoy comprende el término municipal. Fue un poblamiento basado en pequeños asentamientos establecidos en lugares de fácil defensa, entre los que destacan los de Piedra de Cuca, Cerro Buitreras o Cerro Portichuelos. También a esta etapa le corresponde la primera ocupación del actual emplazamiento urbano. Hacia finales de la Edad del Bronce (II milenio a. C.) se originó una época de crisis y que tuvo como consecuencia el abandono de estos asentamientos.

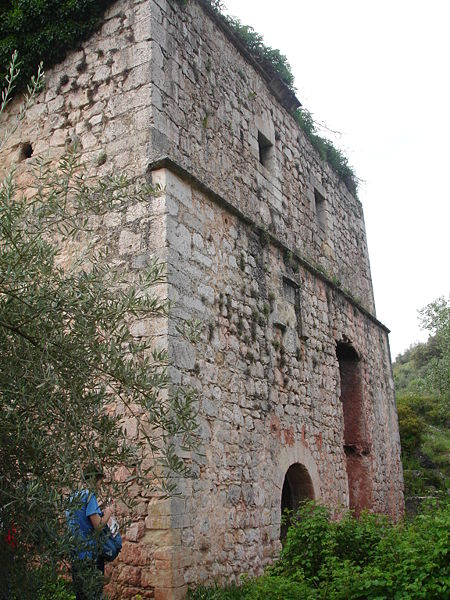
Molino del Cubo (Torredonjimeno).

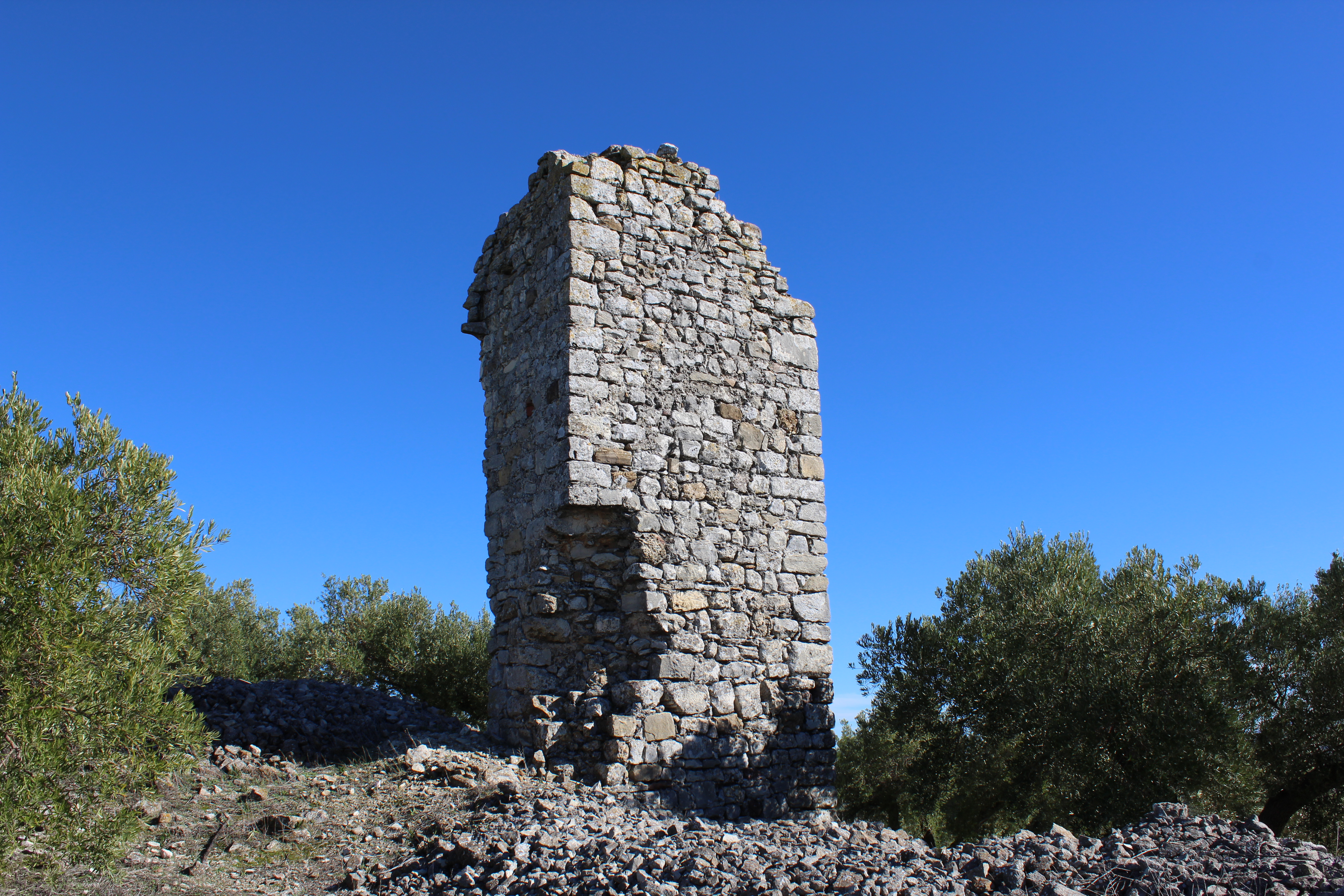
Torre Benzalá.

Superada esta crisis, en el siglo IX a. C., la población vuelve a concentrarse alrededor de las Atalayuelas en donde habitan en cabañas circulares. Ya en el siglo VII a. C., en plena época ibérica crecen los asentamientos fortificados como los de Fuencubierta, Cerro de la Covatilla, Cerro Carnicero o la Cortijada de Arcos. Estos dependían de la ciudad ibérica de Tucci (Martos), también conocida en la época romana como Colonia Augusta Gemella Tuccitana, estando formada dicha Colonia tanto por la ciudad de Tucci como por Tosiria. Durante la ocupación romana se manifiesta una expansión en su territorio de casas pertenecientes al campesinado, algunas de ellas villas, como la del Molino del Cubo, Casería de Don Juan Vicente o el Cortijo de los Heredados.

### Toponimia e historia reciente
El nombre actual de Torredonjimeno procede de la época de la reconquista de Fernando III. Sin embargo, hay indicios de población anterior a las fechas del acometido reconquistador de Castilla. Muchos investigadores (como es el caso del Padre Fray Alejandro del Barco, siglo XVIII) creyeron encontrar en la actual Torredonjimeno la ubicación de una ciudad romana, que junto a Martos formaría la Colonia Gemella Augusta Gémina o Tuccitana. Sin embargo, hay otras teorías que dicen que el asentamiento que formaba parte de la colonia era Jamilena y no Torredonjimeno.
Desde los comienzos, en la época romana ya era conocida con el nombre de Tosiria (denominada así por los íberos) que parece ser un derivado de Tucci y Ossaria (como era conocida en tiempo de los godos). Hoy en día aún se emplea este segundo nombre familiar, Tosiria, para referirse a la localidad jiennense, siendo su respectivo gentilicio, el de tosiriano.
En el siglo XIII, en 1225 la ciudad pasó a formar parte del Reino de Castilla y unos años después, en 1228 Fernando III otorgaría todo este territorio de la campiña a la Orden Militar de Calatrava, pasando a formar parte de la Encomienda de la Peña de Martos y de Víboras, para que la defendiese y repoblase, como frontera que fue hasta bien avanzado el siglo XV. La Orden de Calatrava reestructuró el castillo y a su alrededor inició un proceso de repoblamiento. A partir de este momento se conformó un pequeño núcleo urbano, que sobre el siglo XIV aún era calificado de logar. Durante este siglo y el siguiente, el crecimiento de este incipiente núcleo se vio impedido por su situación fronteriza con el Reino de Granada, que alentó a la construcción de atalayas para un control firme del territorio, las cuales son: la Torre de Fuencubierta, la Torre de Venzala o la Torre Alcázar, declaradas hoy día como Bienes de Interés Cultural por la Junta de Andalucía.
Fernando III conquista el Reino de Jaén y es en aquel tiempo cuando Torredonjimeno, que en ese momento era una sólida fortaleza islámica es conquistada, el 29 de septiembre de 1229 por un caballero infanzón aragonés llamado Don Ximeno de Raya, que daría nombre a la localidad. A partir de esta época nace su actual denominación que hace mención a la existencia de un enclave militar Torre y al nombre de uno de sus primeros alcaides Don Ximeno de Raya. En torno a este núcleo original progresó la población hasta alcanzar una entidad media hacia el siglo XIV.
En el año 1275 tuvo lugar en la población uno de los hechos más destacables de su historia. Con motivo de la contienda contra la frontera jiennense, desarrollada por el rey granadino Muhammad II, con la ayuda de los musulmanes marroquíes, el arzobispo de Toledo e Infante de Aragón, Sancho de Aragón hijo del rey Jaime el Conquistador, avanzó en una batalla previa a la llegada del grueso de las tropas castellanas; como consecuencia de dicha precipitación fue hecho cautivo en un lugar muy cercano a la actual ciudad de Torredonjimeno. Posteriormente se entabló una discusión entre los musulmanes sobre a qué rey debía entregarse un cautivo de tanta importancia (si al granadino o al marroquí), uno de los caballeros para evitar el enfrentamiento lo asesinó, cortando y entregando, por un lado, la cabeza a los norteafricanos y por otro, la mano derecha con el anillo episcopal, a los nazaritas.
Hoy en día se conserva el nombre de aquellos parajes como la Celada, y en una fuente próxima, denominada la Fuente de Don Sancho, se ubica el asesinato del Arzobispo de Toledo ya que por ese lugar por discurría un manantial.
En 1369, en plena etapa fronteriza, Torredonjimeno ya disponía de un recinto amurallado que defendía la ciudad y que hoy se puede reconstruir gracias a la pervivencia o recuperación de los nombres históricos de sus plazas y calles, como por ejemplo, Puerta de Córdoba, Postiguillo, Adarvejos, la Muralla, Puerta de Martos, la Cerca, Puerta de Jaén, etc. Con estas defensas, Torredonjimeno pudo hacer frente a otra nueva invasión de los ejércitos musulmanes llevada a cabo en el año 1471. Estos consiguieron una gran cantidad de bienes y cautivos, entre estos dos hijas del alcaide del Castillo, Diego Fernández de Martos, que fueron llevadas a Granada. Una de ellas murió martirizada, en compañía de otra vecina de Torredonjimeno, por negarse a convertirse a la fe islámica; se ignora el paradero de la otra hija del alcaide tosiriano, aunque es de suponer que aceptara la conversión al Islam. Tiempo después serían elevadas a los altares con el nombre de Santas Juana y María.
Otro personaje destacable en la historia de la localidad fue Diego López Pacheco y Portocarrero, marqués de Villena, uno de los nobles de los Reyes Católicos que también luchó en batalla en las cercanías de la fortaleza tosiriana, y en gesto de gratitud se convirtió en uno de los benefactores más importantes del santuario de la Patrona de la ciudad, Nuestra Señora de Consolación. En la batalla posterior, las tropas castellanas encabezadas por este, vencieron a los musulmanes y como reconocimiento por dicha victoria, el Marqués de Villena mandó edificar la ermita de la Virgen de Consolación.
Hacia el año 1526, el rey Carlos I hizo estancia en Torredonjimeno cuando se dirigía hacia Sevilla para contraer matrimonio con Isabel de Portugal, alojándose en el Palacio de Gonzalo de Villalta, Comendador de la Peña de Martos y hombre muy cercano al emperador Carlos I.
El año 1558 es decisivo para la historia de Torredonjimeno. Dicho año la princesa Juana de Austria, gobernadora de los dominios de la Monarquía en ausencia de Felipe II, otorga la independencia de la Villa, retirándola de su dependencia histórica de Martos de forma definitiva. A través de un privilegio, conservado hoy en día el archivo municipal, se concede la total jurisdicción civil y criminal, su término, cotos, etc., a cambio del pago de 9000 ducados a la Hacienda Real.

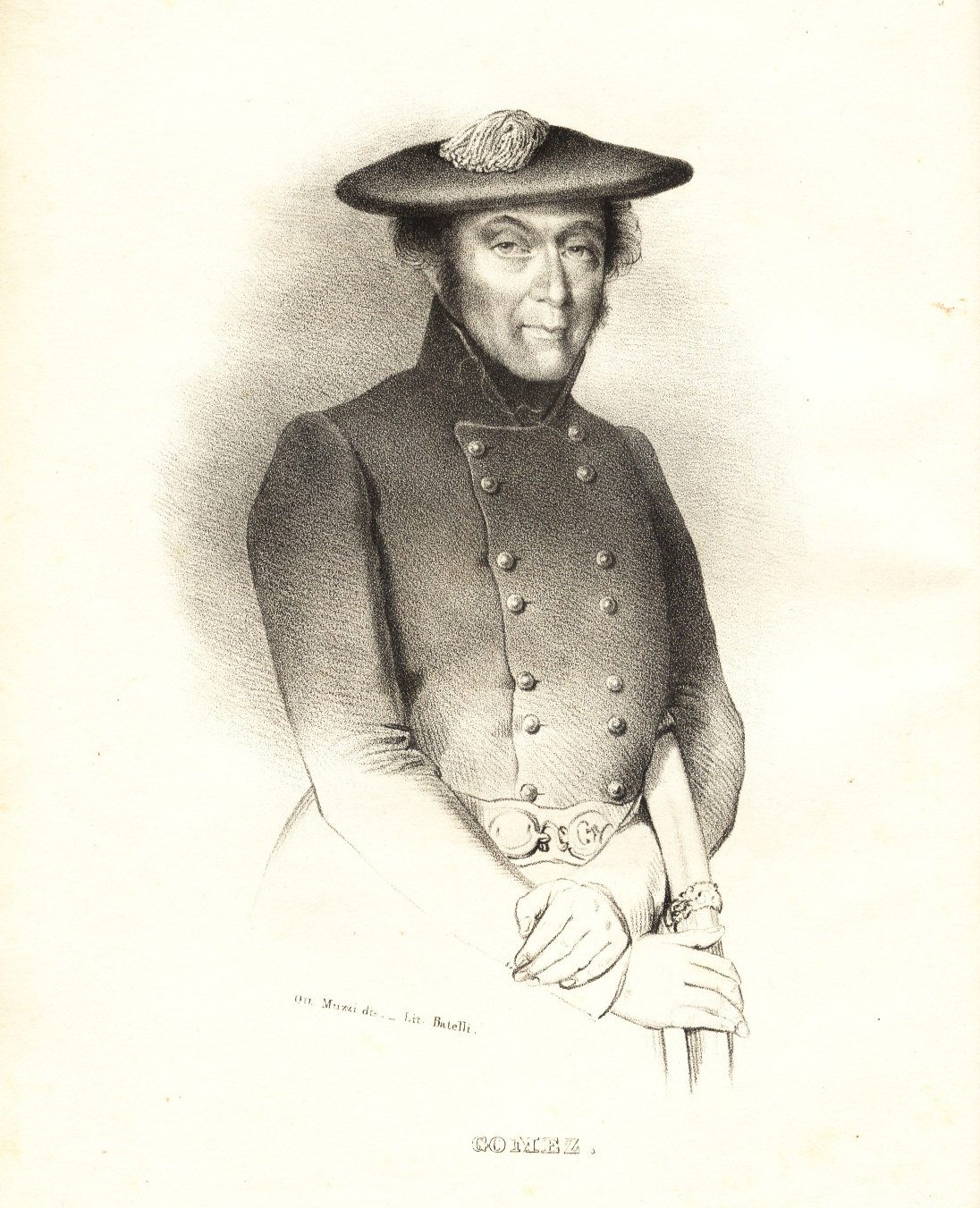
Miguel Gómez Damas, militar español (1785-1850)

El siglo XVI fue un período de expansión y prosperidad que se romperá dramáticamente a lo largo de la centuria siguiente. En 1580, los Santos médicos Cosme y Damián, a quienes la localidad se había encomendado, se convierten en Patronos de la ciudad por haberlos librado de una epidemia de peste, erigiéndoles una ermita.
Como se ha dicho, el siglo XVII se caracterizará por malas cosechas, epidemias, hambres, caída de la población, etc. A pesar de ello, en 1637 se iniciará la construcción de uno de los edificios más emblemáticos de la ciudad, su Ayuntamiento.
Del llamado Siglo de las Luces, el XVIII, hay que subrayar el lento proceso de recuperación de la economía, del número de habitantes y de su vida social. Consecuencia de ello, en el año 1773 se elaboraron las nuevas Ordenanzas Municipales, muy del estilo de la nueva sociedad ilustrada que intentaba abrirse paso en el reinado de Carlos III.
El 5 de junio de 1785 nació el general Miguel Gómez Damas, que se diferenció en la Guerra Carlista. También nació en Torredonjimeno Simón de Padilla, capitán de los Tercios de Flandes.
Para finalizar, hay que destacar la pronta aparición del movimiento obrero en Torredonjimeno, con la creación de Sociedades Obreras como la denominada El Porvenir del Trabajo, que ya en el año 1905 reivindicaba sus derechos laborales; en 1911 el rey Alfonso XIII concede el título de ciudad a la localidad de Torredonjimeno.
En el año 2005 Torredonjimeno ha sido declarada por la Consejería de Cultura de la Junta de Andalucía, como Bien de Interés Cultural en la categoría de Conjunto Histórico, como reconocimiento de los valores urbanísticos e históricos de la ciudad.

### Yacimientos arqueológicos
Es necesario destacar los restos arqueológicos que se han encontrado en Torredonjimeno a lo largo del tiempo. Desde muy antiguo, son muchas las noticias que se recogen, del descubrimiento de lápidas, inscripciones, mosaicos, industrias líticas o cerámicas, esculturas, etc. Gracias a la existencia de datos muy antiguos sobre restos encontrados en el entorno de la localidad se puede vislumbrar la existencia de un poblado ibérico, que en aquel entonces se llamaba Tosiria que tras la conquista romana alcanzó la calificación de Colonia, junto con Martos con el nombre de Augusta Gémina. De aquí lo comentado en el apartado Historia reciente.

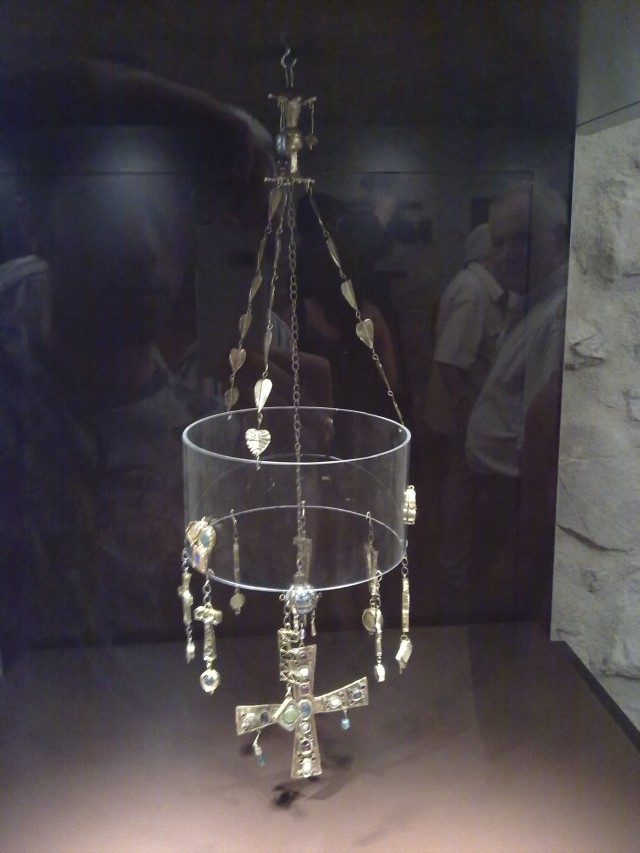
Réplica de la corona votiva del tesoro.

Después del paso por Torredonjimeno de los pueblos bárbaros, las noticias que hoy en día se conservan sobre el poblamiento asentado en esa época en el municipio son muy escasas. A pesar de ello debió resistir como así se testifica con la aparición, en 1926, de un tesoro visigodo similar al de Guarrazar. Este estaba compuesto por coronas votivas y varias cruces y constituía uno de los mayores conjuntos de orfebrería de este periodo en España. Las piezas encontradas procedían de un taller de categoría, probablemente de Sevilla y estaban dedicadas a las Santas Justa y Rufina. El tesoro está fechado en el siglo VII, muy influenciado por el estilo bizantino.
Las reliquias fueron encontradas en un lugar conocido como los Majanos de Garañón a unos dos kilómetros de Torredonjimeno.
El tesoro fue parcialmente destruido quedando los restos repartidos entre los museos arqueológicos de Madrid, Barcelona y Córdoba.

#### Otros yacimientos
También es de destacar los restos encontrados en el Cortijo Ben-Zalá, entre los que se distinguen unas figurillas de piedra de tipo fálico y una cabeza de sátiro, expuestas en el Museo Arqueológico Provincial; un león del Cortijo del Fraile, una cabeza de hombre y otra de toro, entre otros. En Las Parrillas se encontraron una cabeza de mármol bacante y otra de Némesis, y un sello de barro. Además se localizan en Torredonjimeno las minas del municipio romano de Barbi o Barba, Municipium Barbitanum, descubiertas el 31 de agosto de 1982.

## Geografía

### Situación
El término municipal de Torredonjimeno está situado en el suroeste de la provincia de Jaén, a 17 km de la capital provincial, asentándose entre la La campiña de Jaén y la zona metropolitana de Jaén. Limita con los siguientes términos municipales:
| Noroeste: Porcuna              | Norte: Arjona y Escañuela | Noreste: Villardompardo |
| Oeste: Higuera de Calatrava    |                           | Este: Torredelcampo     |
| Suroeste Santiago de Calatrava | Sur: Martos               | Sureste: Jamilena       |

El término municipal se caracteriza por la abundancia de colinas y escasez de zonas muy llanas. La altitud del término varía entre los 300 m de las zonas más bajas al oeste hasta los cerca de 800 m en la parte sureste, siendo una zona de transición entre la Sierra Sur y la Campiña. La ciudad es relativamente llana, se encuentra entre los 550 m del barrio de San Roque y los 680 en la parte alta del polígono.

### Clima
El clima es mediterráneo continentalizado, con veranos calurosos y secos, e inviernos relativamente fríos, con algunas heladas ocasionales, en general débiles. La temperatura media es de 16,4 °C, con una media de 7,6 °C en enero y 32,2 °C en julio.
Las precipitaciones medias se sitúan en unos 600 mm anuales, siendo casi inexistentes en verano. La irregularidad entre años es muy significativa, como es propio de las demás zonas de clima mediterráneo. Las nevadas son poco frecuentes, aunque se producen en algunos inviernos.

### Flora y fauna

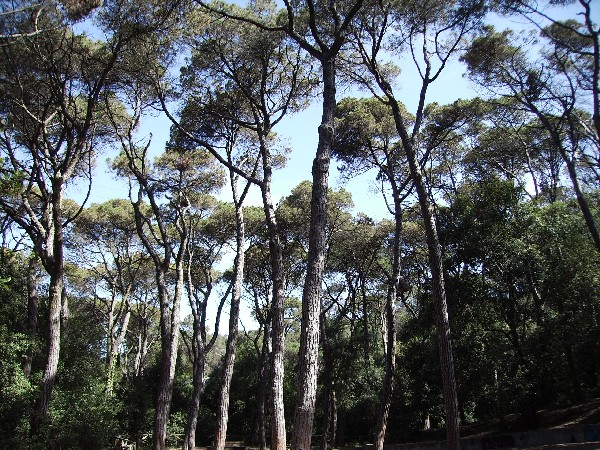
Pinos piñoneros

La vegetación autóctona correspondiente al suelo bioclimático donde se encuentra Torredonjimeno está formada por encinas, con un sotobosque con distintas especies como lentiscos, retama, zarzas, romero, madroño y espino. Existen otras especies como los pinos, eucaliptos y otras especies exóticas que han sido plantadas por el hombre.
La flora presente en los parques y jardines de la ciudad son también de origen humano. Cabe destacar las siguientes: tejo (Taxus baccata), pino piñonero (Pinus pinea), plátano (Platanus hybrida), palmera de California (Washingtonia filifera), entre otras especies.
La fauna que se puede encontrar en el término municipal es toda aquella que ha podido adaptarse a estas tierras casi sin superficie forestal, como especies de aves sedentarias, entre las que destacan jilgueros o colorines, verderones o verdecillos y perdices. También existen especies migratorias venidas del continente africano como la tórtola, el cuco, la golondrina, el vencejo, que llegan a estas tierras para alimentarse y reproducirse.
La llegada del invierno hace que lleguen otro tipo de aves como son la curruca capirotada, lavanderas y zorzales. También abundan en el campo tosiriano conejos, liebres y todo tipo de roedores.

## Demografía
Cuenta con una población de 13 261 habitantes (INE 2024).
| Gráfica de evolución demográfica de Torredonjimeno entre 1842 y 2021                                                |
| |
| Población de derecho según los censos de población del INE Población de hecho según los censos de población del INE |

La evolución histórica demográfica de Torredonjimeno ha ido variando a lo largo de los años. Se sabe que en el año 1595 había censadas 1600 casas y 2000 vecinos (por tanto pueden deducirse unos 8000 habitantes, ya que antaño solo estaban censados los cabeza de familia). Hay mayor constancia de estos cambios desde el año 1787, a través del censo de Floridablanca. Hoy en día, la localidad cuenta con 13 874 habitantes, de los cuales 6999 son hombres y 7182 mujeres.
Tal y como se aprecia en el gráfico, se produce un importante salto entre 1877 y 1930, con un aumento de 9209 habitantes, que se corresponde cronológicamente con el inicio del despegue del olivar, es decir, la sustitución del cultivo del trigo por el del olivar en extensas superficies de terreno. Según trascurren los años la población tiende a suavizarse con un descenso continuado hasta el año 1970, desde el cual comienza una leve subida en el número de habitantes que llega hasta la actualidad. Todos estos cambios se deben mayormente al descenso de la natalidad y al movimiento de la población a otras zonas con mayores y modernas industrias, como así está ocurriendo en municipios cuya actividad es principalmente agrícola.
Con respecto al tipo de poblamiento, a finales del siglo XIX existían numerosas cortijadas en los alrededores del núcleo urbano. Asimismo, en 1930, de los 17 500 habitantes con los que contaba el municipio, 1500 vivían en cortijos, pero en la actualidad la población está localizada en el núcleo urbano, como consecuencia de la abundancia de medios de transporte y a la menor dependencia del agricultor con respecto a la tierra.

### Inmigración
| Población Inmigrante en Torredonjimeno (2013) |         |         |       |        |
| País /Zona                                    | Hombres | Mujeres | Total | % Pob. |
| Unión Europea                                 | 32      | 23      | 55    | %      |
| Alemania                                      | 1       | 2       | 3     | %      |
| Bulgaria                                      | 4       | 1       | 5     | %      |
| Francia                                       | 3       | 4       | 7     | %      |
| Italia                                        | 1       | 0       | 1     | %      |
| Reino Unido                                   | 2       | 0       | 2     | %      |
| Rumania                                       | 21      | 16      | 37    | %      |
| EUROPA NO UE                                  | 5       | 11      | 16    | %      |
| Rusia                                         | 1       | 5       | 6     | %      |
| Ucrania                                       | 4       | 6       | 10    | %      |
| ÁFRICA                                        | 95      | 28      | 123   | %      |
| Marruecos                                     | 32      | 17      | 49    | %      |
| RESTO DE ÁFRICA                               | 63      | 11      | 74    | %      |
| AMÉRICA                                       | 22      | 47      | 79    | %      |
| Argentina                                     | 1       | 1       | 2     | %      |
| Bolivia                                       | 4       | 4       | 8     | %      |
| Colombia                                      | 4       | 7       | 11    | %      |
| Ecuador                                       | 7       | 14      | 21    | %      |
| Perú                                          | 2       | 3       | 5     | %      |
| RESTO DE AMÉRICA                              | 4       | 18      | 22    | %      |
| ASIA                                          | 9       | 8       | 17    | %      |
| China                                         | 5       | 6       | 11    | %      |
| RESTO DE ASIA                                 | 4       | 2       | 6     | %      |
| OTROS                                         | 6       | 4       | 10    | %      |
| TOTAL                                         | 169     | 121     | 290   | 2,07 % |

## Economía

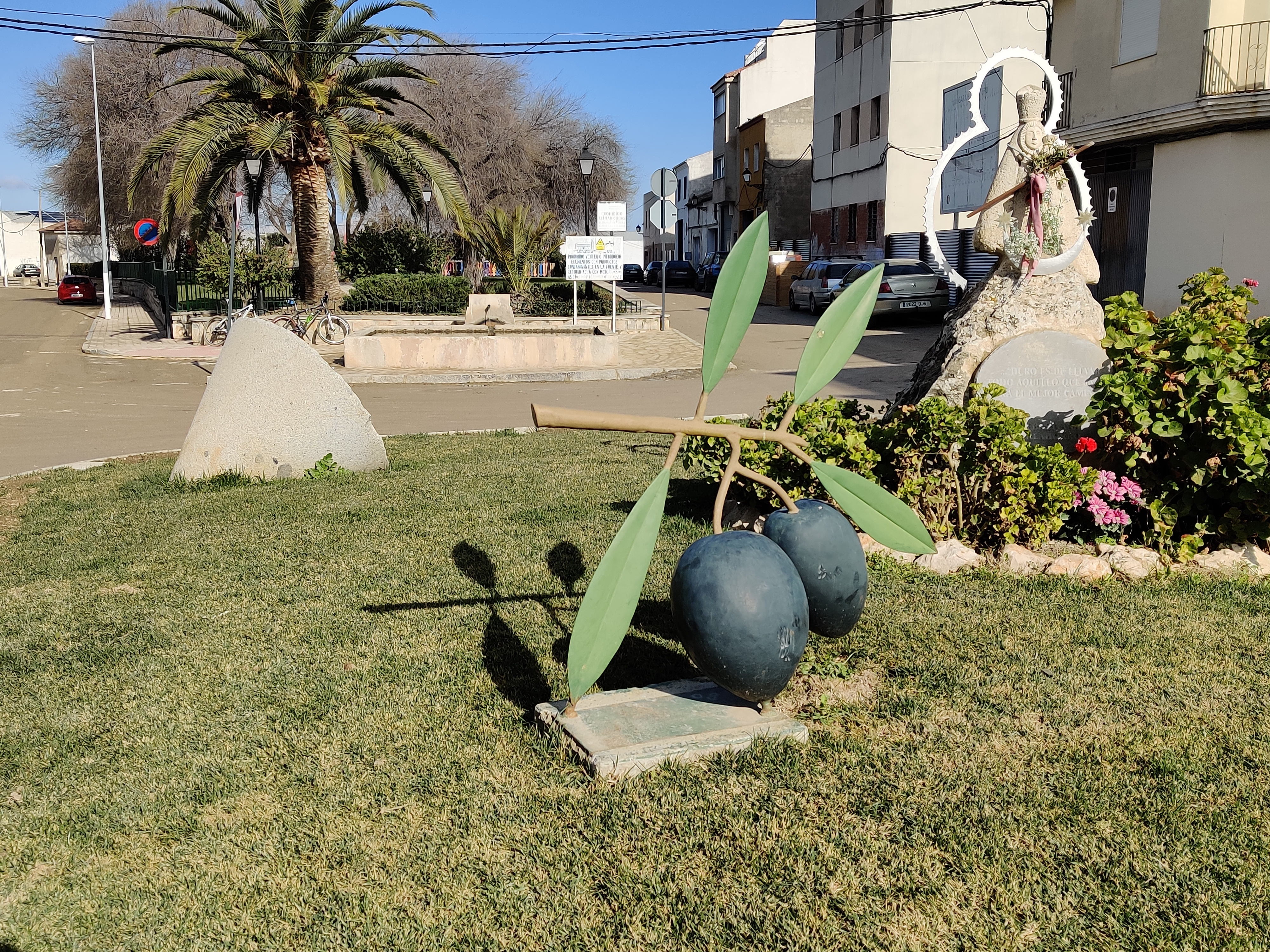
Monumento al aceite de oliva y a la Virgen de la Cabeza, en una rotonda de Torredonjimeno.

Como se ha comentado anteriormente, Torredonjimeno se caracteriza principalmente por desarrollar una actividad agrícola, donde el olivar constituye el 97 % de la tierra cultivada. Durante el último siglo ha existido una progresiva desaparición de la superficie forestal, de la que solo se conservan 25 Ha, así como de los cultivos herbáceos. La superficie dedicada al cultivo del olivo crece, en detrimento del cereal o la vid.
Por tanto, la evolución de la agricultura en la localidad se ha caracterizado por el monocultivo del olivar que ha sido propiciado en gran medida al empuje poblacional de la segunda mitad del siglo XIX. En 1879 existían en el municipio unas 4693 ha frente a las 6000 de 1900. También durante este período caen otros tipos de cultivos que existían en Torredonjimeno como el trigo, anís, maíz, habas, cebada, etc.
Asimismo, la industria está en auge en los últimos años con motivo de la diversificación de los sectores productivos tradicionales. Así pues, el sector industrial es un sector formado en su mayoría por empresas dedicadas a la industria del aceite, de la madera y de la maquinaria agrícola. A las afueras de Torredonjimeno se encuentra el Polígono Mirabueno donde se aloja la mayoría de la industria tosiriana como por ejemplo, talleres, tapicerías, fábricas textiles, etc.
Otro de los pilares de la economía de la localidad era la fábrica de cemento ya que dio trabajo directa e indirectamente a unas 100 familias (cerró a principios de 2009). Igualmente cabe destacar las muchas empresas dedicadas a la construcción y una de las pocas empresas de fundición de campanas de España.
Finalmente, el comercio también juega un papel importante y en la actualidad es el sector que más está creciendo en Torredonjimeno, con un número importante de licencias comerciales concedidas por el Ayuntamiento, y al ser la localidad el núcleo de otras más pequeñas situadas en los alrededores.

### Evolución de la deuda viva municipal
El concepto de deuda viva contempla sólo las deudas con cajas y bancos relativas a créditos financieros, valores de renta fija y préstamos o créditos transferidos a terceros, excluyéndose, por tanto, la deuda comercial.
| Gráfica de evolución de la deuda viva del Ayuntamiento de Torredonjimeno entre 2008 y 2024                |
| |
| Deuda viva del Ayuntamiento de Torredonjimeno, en miles de euros, según datos del Ministerio de Hacienda. |

## Símbolos

### Escudo
El escudo de Torredonjimeno está formado por un óvalo el cual está enmarcado en un campo de oro, lo que hace suponer que antiguamente fuese un clípeo con la función de heroizar las armas heráldicas que porta. Este óvalo también se puede encontrar en diferentes edificios arquitectónicos de la ciudad, como es el caso de la Fuente de Martingordo, en la que se puede apreciar el escudo de la entonces villa enmarcado en un disco.
El escudo se compone en su interior de un castillo por cuya ventana se muestra una figura humana, presuntamente la efigie de Don Ximeno de Raya, barbado como corresponde imaginar de un caballero de su época. La Torre, situada en el centro, está sobrepuesta a lo que es la Cruz de los Caballeros de Calatrava, señores de la encomienda de Martos. Los eslabones que están al pie del escudo servían para diferenciar esta cruz con la análoga Cruz de Alcántara ya que eran idénticas excepto en el color, y no eran un símbolo de la emancipación con respecto a Martos como señalaban algunos entendidos.
En el escudo, pues, se presentan símbolos que remiten al pasado heroico y al origen castrense de esta población, así como a su leyenda fundadora, en la persona de Don Ximeno de Raya, que le da nombre para los tiempos históricos empobreciendo así el origen mítico de lo que todos coinciden en llamar Tosiria.
Según datos oficiales, el escudo de Torredonjimeno se caracteriza por:

Contorno oval: en campo de oro una cruz de Calatrava, brochada de un castillo cuadrado esclarecido, mazonado de sable con sus almenas, una puerta y una ventana, tres torres, la del medio mayor, todas almenadas de tres almenas y cada una con su ventana. En la ventana del castillo una cabeza de frente, coronada. En los cantones diestro y siniestro de la punta unas trabas de gules, colocadas la primera en banda y la segunda en barra.

Timbre: Corona real española cerrada, que se compone de un círculo de oro y pedrería, con ocho florones y ocho perlas intercaladas, cerrada con ocho diademas guarnecidas, tambiénde perlas, que convergen en un mundo de azur, con un ecuador y un semimeridiano de oro, y sumado de una cruz de oro, forrada la corona de gules.

### Bandera
La bandera de Torredonjimento tiene la siguiente descripción:

Paño rectangular de proporciones 2:3, partido por mitad vertical, de color rojo la parte cercana al asta y de color blanco la del batiente. Del ángulo inferior izquierdo al ángulo superior derecho una banda verde fileteada de blanco.

### Himno
En el año 2006 fue aprobado el Himno Oficial de la localidad mediante Concurso de Composición a nivel Nacional y cuya música y letra pertenece a Don Miguel Rueda Carpio, profesor superior de música especializado en interpretación, composición y dirección musical, que fue galardonado con el primer y único premio del concurso de ideas para su creación, a la edad de 22 años. La letra del himno es la siguiente:
| «Torredonjimeno, luz de amanecer, tus plazas y calles me han visto crecer, sol de campesinos, tierra de olivares, trazan los caminos de tu renacer. Somos tosirianos, gente sin temor, pueblo humilde y noble de buen corazón siglos de esperanza unen como hermanos un futuro en alza con tu tradición. ¡Viva nuestra bandera, nuestro orgullo y nuestro honor, sentimientos que llenan una vida de esplendor! Los Santos Patronos y Consolación, miran desde el cielo y escuchan mi voz; sobre “las Quebradas” se eleva el Calvario, donde las campanas repican al son. | ¡Viva nuestra bandera, nuestro orgullo y nuestro honor, sentimientos que llenan una vida de esplendor! ¡Viva nuestra bandera, nuestro orgullo y nuestro honor, sentimientos que llenan una vida de esplendor! Siempre contigo, dándote amor.» |

## Administración y política

### Administración municipal
La administración municipal es llevada a cabo por el ayuntamiento de Torredonjimeno, institución que gobierna el municipio y cuyos miembros son elegidos cada cuatro años por sufragio universal desde las primeras elecciones municipales tras la reinstauración de la democracia en España, en 1979. Al consistorio toxiriano le corresponde 17 concejales según lo dispuesto en la ley orgánica del Régimen Electoral General, que establece el número de concejales elegibles en función de la población del municipio. El censo electoral está formado por los residentes mayores de 18 años empadronados en el municipio, ya sean de nacionalidad española o de cualquier país miembro de la Unión Europea.
En las seis primeras elecciones democráticas municipales celebradas en el municipio de Torredonjimeno, la fuerza política más votada fue Izquierda Unida (IU), liderada por Miguel Anguita Peragón. Las elecciones de 2003 fueron ganadas por el Partido Andalucista (PA), obteniendo la mayoría absoluta, lo que permitió a Javier Checa González ser alcalde, rompiéndose así la hegemonía de IU en el ayuntamiento de Torredonjimeno. En 2004, tras una moción de censura, la teniente de alcalde María Teresa Martínez Castellano accedió a la alcaldía hasta el final de la legislatura. En las elecciones de 2007 Javier Checa, el alcalde destituido en la legislatura anterior, cabeza de lista del Partido Socialista Andaluz (PSA) obtuvo mayoría simple, aunque fue finalmente Cosme Moreno Bonilla quién accediese a la alcaldía con el apoyo del Partido Socialista Obrero Español (PSOE). Las elecciones municipales de año 2011 fueron ganadas por el Partido Popular (PP), la mayoría simple permitió a María Isabel Lozano Moralacceder a la alcaldía, tras no llegarse a acuerdo entre IU y PSOE.
En las elecciones de 2015 las lista más votada volvió a ser la del Partido Popular, aunque la alcaldía pasaría a estar compartida por IU y PSOE tras el acuerdo de alternancia en el poder entre ambos partidos, correspondiendo los dos primeros años a Juan Ortega Anguita, candidato de IU, y los dos últimos años a Manuel Anguita Quesada, candidato del PSOE.
En las elecciones municipales celebradas el 26 de mayo del año 2019 el Partido Socialista Obrero Español gana las elecciones municipales por mayoría simple con el 38,42 % de los votos seguido del Partido Popular con un 29,32 % de votos e Izquierda Unida con el 24,89 % de los votos. Ciudadanos y Podemos recibieron el 4,39 % y 2,01 % de los votos respectivamente, siendo este porcentaje insuficiente para obtener al menos un concejal para la ciudad. El alcalde elegido fue el candidato del PSOE con los votos a favor de su formación.
En las elecciones municipales celebradas el 28 de mayo del año 2023 el Partido Popular gana las elecciones municipales por mayoría simple con el 39,60 % de los votos seguido del Partido Socialista Obrero Español con un 38,31 % de votos e Izquierda Unida con el 19,60 % de los votos. Podemos recibió el 0,87 % de los votos, siendo este porcentaje insuficiente para obtener al menos un concejal para la ciudad. El alcalde elegido fue Enrique Castro Tárraga, perteneciente a la lista más votada del Partido Popular.

### Elecciones municipales
| Elecciones municipales desde 1979                      | Elecciones municipales desde 1979 | Elecciones municipales desde 1979 | Elecciones municipales desde 1979 | Elecciones municipales desde 1979 | Elecciones municipales desde 1979 | Elecciones municipales desde 1979 | Elecciones municipales desde 1979 | Elecciones municipales desde 1979 | Elecciones municipales desde 1979 | Elecciones municipales desde 1979 | Elecciones municipales desde 1979 | Elecciones municipales desde 1979 | Elecciones municipales desde 1979 |
|                                                        |                                   | 1979                              | 1983                              | 1987                              | 1991                              | 1995                              | 1999                              | 2003                              | 2007                              | 2011                              | 2015                              | 2019                              | 2023                              |
| ------------------------------------------------------ | --------------------------------- | --------------------------------- | --------------------------------- | --------------------------------- | --------------------------------- | --------------------------------- | --------------------------------- | --------------------------------- | --------------------------------- | --------------------------------- | --------------------------------- | --------------------------------- | --------------------------------- |
| AP/PP                                                  |                                   | -                                 | 3                                 | 3                                 | 2                                 | 4                                 | 3                                 | 1                                 | 1                                 | 6                                 | 6                                 | 5                                 | 7                                 |
| PSOE                                                   |                                   | 5                                 | 3                                 | 5                                 | 6                                 | 5                                 | 6                                 | 2                                 | 4                                 | 5                                 | 5                                 | 7                                 | 7                                 |
| PCE/IU/PA                                              |                                   | 10                                | 11                                | 9                                 | 9                                 | 8                                 | 8                                 | 4                                 | 5                                 | 4                                 | 5                                 | 5                                 | 3                                 |
| PODEMOS                                                |                                   | -                                 | -                                 | -                                 | -                                 | -                                 | -                                 | -                                 | -                                 | -                                 | -                                 | 0                                 | 0                                 |
| C's                                                    |                                   | -                                 | -                                 | -                                 | -                                 | -                                 | -                                 | -                                 | -                                 | -                                 | 0                                 | 0                                 | -                                 |
| PSA                                                    |                                   | -                                 | -                                 | -                                 | -                                 | -                                 | -                                 | -                                 | 5                                 | 2                                 | -                                 | -                                 | -                                 |
| PA                                                     |                                   | -                                 | -                                 | -                                 | -                                 | -                                 | 10                                | 1                                 | -                                 | 1                                 | -                                 | -                                 |                                   |
| UCD                                                    |                                   | 2                                 | -                                 | -                                 | -                                 | -                                 | -                                 | -                                 | -                                 | -                                 | -                                 | -                                 | -                                 |
| En negrilla el partido más votado                      |                                   |                                   |                                   |                                   |                                   |                                   |                                   |                                   |                                   |                                   |                                   |                                   |                                   |
| Fuente: Datos de las elecciones municipales desde 1979 |                                   |                                   |                                   |                                   |                                   |                                   |                                   |                                   |                                   |                                   |                                   |                                   |                                   |

### Alcaldía
| Periodo   | Nombre                                                       | Partido |
| --------- | ------------------------------------------------------------ | ------- |
| 1979-1983 | Miguel Anguita Peragón                                       | PCE     |
| 1983-1987 | Miguel Anguita Peragón                                       | PCE     |
| 1987-1991 | Miguel Anguita Peragón                                       | IU      |
| 1991-1995 | Miguel Anguita Peragón                                       | IU      |
| 1995-1999 | Miguel Anguita Peragón                                       | IU      |
| 1999-2003 | Miguel Anguita Peragón                                       | IU      |
| 2003-2007 | Javier Checa González 2004: María Teresa Martínez Castellano | PA      |
| 2007-2011 | Cosme Moreno Bonilla                                         | IU      |
| 2011-2015 | María Isabel Lozano Moral                                    | PP      |
| 2015-2019 | Juan Ortega Anguita 2017: Manuel Anguita Quesada             | IU      |
| 2019-2023 | Manuel Anguita Quesada                                       | PSOE    |
| 2023-act. | Enrique Castro Tárrega                                       | PP      |

## Servicios públicos

### Centros educativos
Torredonjimeno ofrece una oferta educativa basada en 10 centros educativos, de los cuales 9 son públicos y 1 concertado, que es el caso del colegio San José de la Montaña. En los 2 institutos de enseñanza secundaria existentes en la ciudad, aparte de impartir la ESO y el bachillerato, también se imparten cursos de formación profesional de grado medio y superior. En cuanto a otras enseñanzas destacan la escuela de adultos Miguel Hernández.
| Centro                                            | Enseñanza                                  | Dirección                |
| ------------------------------------------------- | ------------------------------------------ | ------------------------ |
| Colegio «El Olivo»                                | Infantil y Primaria                        | Paseo de la Estación, 46 |
| Colegio «Ponce de León»                           | Infantil y Primaria                        | Ponce de León, s/n       |
| Colegio «Puerta de Martos»                        | Infantil y Primaria                        | Puerta de Martos, 1      |
| Colegio «San Roque»                               | Infantil y Primaria                        | Cristóbal Colón, 96      |
| Colegio «Toxiria»                                 | Infantil y Primaria                        | César Gallo,             |
| Colegio «Martíngordo»                             | Infantil y Primaria                        | Vía Augusta, 13          |
| Colegio «San José de la Montaña»                  | Infantil, Primaria y Secundaria            | Avenida de la Paz, 12    |
| IES «Santo Reino»                                 | Secundaria Bachillerato y FP               | Avenida del Parque, 67   |
| IES «Acebuche»                                    | Secundaria Bachillerato y FP. (Centro TIC) | Antonio Machado, 4       |
| Centro de Educación de Adultos «Miguel Hernández» | Educación de adultos                       | Ruiz Jiménez, 20         |

## Transportes y comunicaciones

### Red de carreteras y distancias
Las dos principales vías de comunicación que enlaza Torredonjimeno con otras poblaciones es la A-316 que la une con la capital de provincia que circunvala la ciudad con 2 accesos al núcleo urbano, y la A-306 que la une con la provincia de Córdoba y da otro acceso a la localidad. Además de esta vía de comunicación, Torredonjimeno está comunicada con otras poblaciones cercanas mediante cuatro carreteras provinciales, de titularidad de la diputación provincial.
| Tipo                       | Identificador | Denominación                       | Itinerario                                                                | Mapa |
| -------------------------- | ------------- | ---------------------------------- | ------------------------------------------------------------------------- | ---- |
| Autovía                    | A-316         | Autovía del Olivar                 | Úbeda/A-32-Baeza-Jaén/A-44-Torredonjimeno-Martos-Cabra-Lucena-Estepa/A-92 |      |
| Carreteras Complementarias | A-306         | Carretera El Carpio-Torredonjimeno | Torredonjimeno-Porcuna-Cañete de las Torres-Bujalance-El Carpio           |      |
| Carreteras Complementarias | A-321         | Carretera de Arjona                | Pilar de Moya-Escañuela-Arjona-Andujar                                    |      |
| Carreteras provinciales    | JA-3400       | Carretera de Villardompardo        | Torredonjimeno-Villardompardo-Escañuela                                   |      |
| Carreteras provinciales    | JA-3402       | Carretera de Higuera de Calatrava  | Pilar de Moya-Higuera de Calatrava                                        |      |
| Carreteras provinciales    | JA-2121       | Carretera de Lendínez              | Torredonjimeno-Lendinez                                                   |      |

| Tipo              | Identificador | Denominación                 | Itinerario                                  | Distancia a Torredonjimeno |
| ----------------- | ------------- | ---------------------------- | ------------------------------------------- | -------------------------- |
| Autovías próximas |               | Autovía de la Costa Tropical | Bailén - Jaén - Granada - Motril            | 17 km                      |
| Autovías próximas |               | Autovía del Sur              | Madrid - Bailén - Córdoba - Sevilla - Cádiz | 55 km                      |

Torredonjimeno se encuentra en la parte suroeste de la provincia de Jaén, dentro del área metropolitana de Jaén, situada en la campiña de Jaén La siguiente tabla muestra las distancias que existen entre Torredonjimeno, el resto de capitales de provincia y otras poblaciones importantes.
| Ciudades | Distancia (km) | Ciudades  | Distancia (km) | Ciudades  | Distancia (km) | Ciudades      | Distancia (km) |
| -------- | -------------- | --------- | -------------- | --------- | -------------- | ------------- | -------------- |
| Sevilla  | 227            | Córdoba   | 91             | Andújar   | 41             | Linares       | 63             |
| Huelva   | 318            | Cádiz     | 346            | Martos    | 7              | Torredelcampo | 4              |
| Málaga   | 173            | Granada   | 117            | Úbeda     | 77             | Baeza         | 66             |
| Jaén     | 17             | Almería   | 242            | Antequera | 128            | Lucena        | 75             |
| Madrid   | 349            | Barcelona | 815            | Valencia  | 475            | Mérida        | 326            |

### Autobuses interurbanos
Torredonjimeno está integrado en el consorcio de transportes del área de Jaén. Entidad creada en 2007 con objeto de articular la cooperación económica, técnica y administrativa de todos los medios de transporte públicos de los municipios consorciados del ámbito metropolitano de Jaén, permitiendo por tanto aplicar un considerable ahorro económico en la utilización de los medios de transporte públicos, posibilitando la realización de transbordos.
Torredonjimeno dispone de una Apeadero de autobuses. Desde la estación de autobuses parten líneas inteurbanas con otras localidades cercanas, a través del consorcio de transportes del área de Jaén. Existe una línea metropolitana Martos-Jaén que conecta localidades con otras de paso como Martos y Torredelcampo, cuya frecuencia de viajes es de una hora los días laborables. Por otra parte existen otras líneas que conectan Torredonjimeno con las localidades de Escañuela, Arjona, y Andujar. Además de otra que conecta con Porcuna y la provincia cordobesa y su capital.
Las líneas interurbanas que operan en la estación de autobuses de Torredonjimeno son las siguientes:
| Líneas pertenecientes al Consorcio de transportes | Líneas pertenecientes al Consorcio de transportes | Líneas pertenecientes al Consorcio de transportes |
| Línea                                             | Trayecto                                          | Operadora                                         |
| ------------------------------------------------- | ------------------------------------------------- | ------------------------------------------------- |
| M20-01                                            | Jaén-Martos                                       | Autocares Samar, S.A.                             |
| M20-03                                            | Jaén-Villardompardo                               | Autocares Samar, S.A.                             |
| M20-04                                            | Jaén-Alcaudete                                    | Autocares Samar, S.A.                             |
| M20-06                                            | Jaén-Córdoba (ruta)                               | Autocares Samar, S.A.                             |
| M20-08                                            | Jaén-Lopera                                       | Autocares Samar, S.A.                             |
| M20-11                                            | Fuensanta de Martos-Jaén                          | Autocares Samar, S.A.                             |
| M20-12                                            | Jaén-Escañuela                                    | Autocares Samar, S.A.                             |
| M20-13                                            | Jaén-Jamilena-Martos                              | Autocares Samar, S.A.                             |

### Ferrocarril
Actualmente la ciudad no cuenta con ningún servicio de ferrocarril, sin embargo hasta los años 1980 la ciudad contó con estación propia con el llamado tren del Aceite, que unía Jaén con Campo Real (Puente Genil) y que permitió (gracias al ramal Jaén-Espeluy) unir dos puntos del itinerario Madrid-Málaga. Debido al abandono y falta de mantenimiento, la línea fue decayendo hasta ser completamente desmantelada el día 31 de diciembre de 1984. La estación de ferrocarril (Adif-RENFE) más cercana es la estación de Jaén, situada a 17 km de Torredonjimeno, conecta la capital provincial con otras capitales como Madrid, Córdoba, Sevilla y Cádiz. La estación de Jaén verá incrementada su importancia con la puesta en marcha de la futura Línea de alta velocidad Madrid-Jaén.

### Medios de comunicación
Actualmente existe una televisión local privada (Vivir Torredonjimeno TV), una emisora local municipal de radio (101.7fm), además de distintos medios de información en internet como Vivir Torredonjimeno y Torredonjimeno Actualidad.

## Patrimonio histórico
El casco antiguo de la localidad fue declarado conjunto histórico en el año 2005, justificándose esta declaración por la presencia de varios edificios monumentales, las características de su arquitectura doméstica y el trazado urbanístico medieval. Aunque se conserva una parte importante del patrimonio, tanto en el centro urbano como en el término municipal, son muchas las construcciones, principalmente palacios y casas señoriales de los siglos XVI y XVII, que se han perdido o solo se conservan algunos restos. Entre el patrimonio que se ha perdido destaca el Palacio de Gonzalo de Villalta (Casa de la Torre) del siglo XVI, la muralla urbana que rodeaba la ciudad o algunas de las torres fortaleza del municipio. Sin embargo, los principales edificios, como el Castillo, varios templos religiosos o el palacio del ayuntamiento, se conservan total o parcialmente. También se conservan muchos edificios y casas señoriales de estilo regionalista, una portada pétrea del siglo XVII y algunas fuentes y pilares, algunos de ellos de origen medieval. En el término municipal destaca el Molino del Cubo (molino fortificado) y algunos restos y torres de antiguas fortalezas.

### Arquitectura civil
Castillo (s. XIII)
Es un castillo que tiene su origen en el siglo XIII. De planta cuadrangular irregular de 80 m de largo por 50 de ancho, con ángulos reforzados por torres cuadradas y circulares de más de once metros de altura y cinco de diámetro. Bajo el dominio de la Orden de Calatrava se hacen mejoras en el castillo, consistentes en la construcción de un foso ataluzado, presentando a mediados del siglo XV un doble circuito amurallado. A principios del siglo XV se construye la casa palaciega de D. Luis de Guzmán, Maestre de la Orden de Calatrava, en cuyo interior destaca un alfarje policromado mudéjar. El Castillo contaba con una Torre del Homenaje que quedó muy dañada, posiblemente a causa de un terremoto. En el interior de esta torre se escribió el primer libro sobre el arte de torear, datado del año 1551, cuyo único ejemplar se encuentra en la Universidad de Salamanca. A mediados del siglo XVIII, cuando residía el duque de Abrantes en el castillo, se modifica y se construyen nuevas dependencias en el palacio, se crea un patio con jardines y una fuente central, y se construyen dos molinos aceiteros aprovechando los materiales de parte de la zona oriental del castillo. Actualmente el castillo está parcialmente restaurado, conservándose parte de las murallas y del foso, algunas torres, la casa palaciega, el molino y unos jardines. El edificio del molino aceitero alberga el centro de interpretación del Tesoro Visigodo (Tesoro de Torredonjimeno) y una exposición permanente de fósiles. El Castillo de Torredonjimeno fue declarado Bien de Interés Cultural en el año 1985.
Puente de San Sebastián (s. XVI)
El puente de San Sebastián, contiguo por un lado a la desaparecida Puerta de Martos y por el otro con el pilar del mismo nombre que se alza sobre el cauce del arroyo salado. Responde a una traza renacentista, realizada en cantería y bellas proporciones. Está compuesto por solo ojo de medio punto enmarcado por fuertes estribos.
Palacio Municipal (s. XVII)
De fachada elegante y proporcionada propia del clasicismo manierista del siglo XVII. La fachada se divide en dos pisos, el de abajo tiene en el centro una portada y a los lados dobles ventanales rectangulares adintelados. La superior presenta una galería con 11 arcos de medio punto apoyadas sobre dobles columnas. El carácter abierto de la galería contrasta con el piso de abajo macizo y sobrio al estilo de los palacios italianos de Quatrocento. En 2007 es declarado Bien de Interés Cultural.
La Fuente- Pilar de Martingordo (s. XVIII - estilo Neoclásico)
Fuente de origen medieval reformada en el siglo XVIII. La Fachada se organiza por medio de cuatro pilastras dórico-toscanas, entre las cuales se alzan arcos de medio punto ciegos, rematado por un entablamiento y frontón triangular decorado son tacos en cuyo tímpano aparece realizado en medio relieve el escudo de Torredonjimeno y cada lado cartelas con leyendas alusivas a su construcción en 1.721.
Molino del Cubo (Torredonjimeno)
El molino harinero fortificado que toma el nombre del arroyo del cubo lo mandó construir D. Luis de Guzmán, Maestre de la Orden de Calatrava, allá por el año 1437. Es el molino fortificado de mayor tamaño y mejor conservado de los construidos por las Órdenes Militares del sur peninsular. Por su ubicación el Molino del Cubo tiene un encanto evocador muy especial. Nada más llegar a este lugar tenemos la primera gran estampa que nos ofrece, justamente bajando hacia el cauce del Arroyo del Cubo, realmente espectacular y mágico, un paraje con un paisaje natural de un alto valor ecológico y paisajístico. Además este lugar tiene una leyenda de tradición oral muy popular y extendida entre todos los tosirianos: la del famoso fantasma o miedo que habita el antiguo molino harinero. El Molino del Cubo, se encuentra situado al sureste, a unos 3 km de la localidad.
Torres-Fortalezas
En el término municipal de Torredonjimeno se ubican numerosas torres como por ejemplo:
- Castillo de Fuencubierta
- Castillo de Torre Venzala
- Castillo de Torre Alcázar

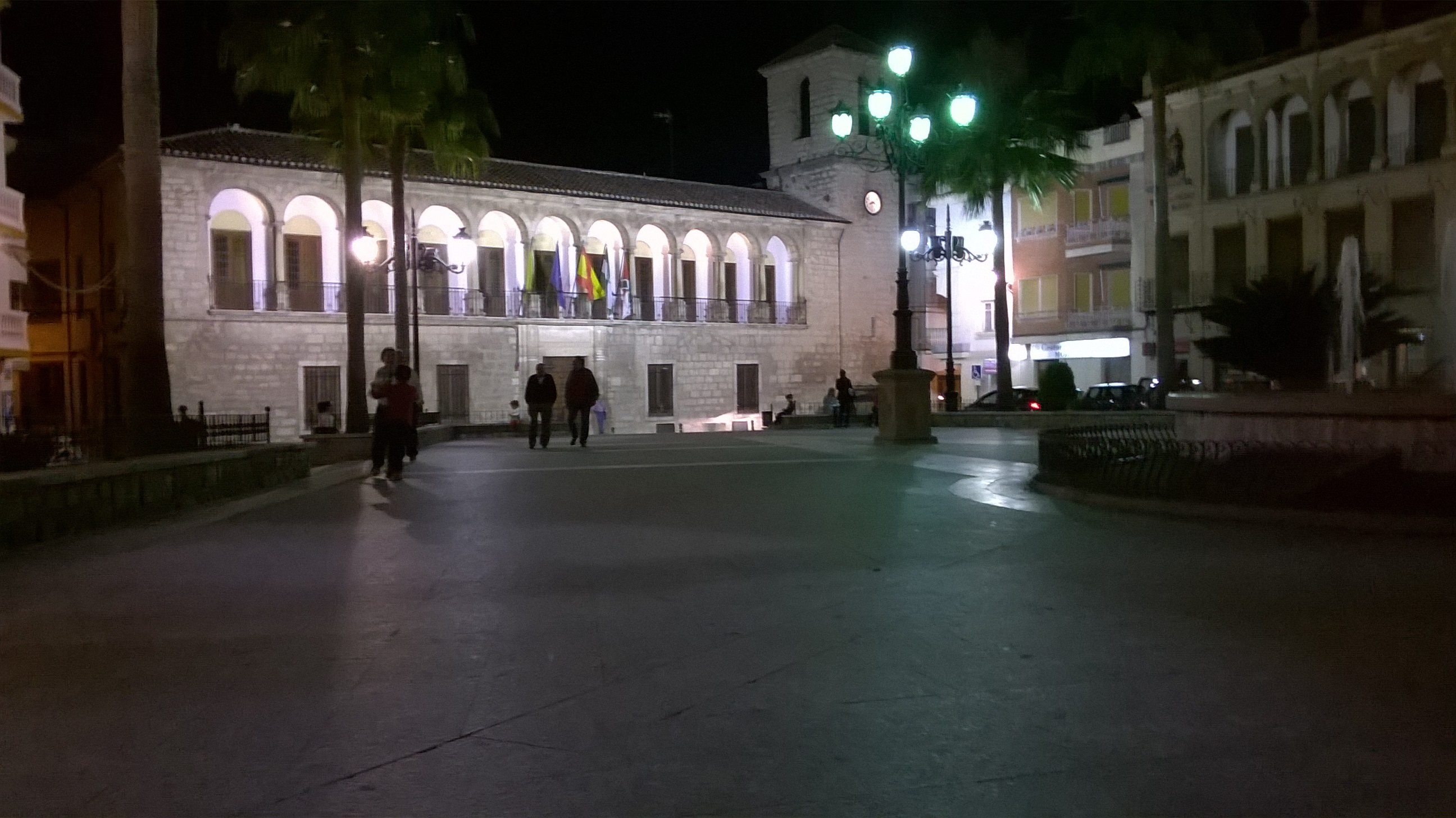
Plaza de la Constitución y Ayuntamiento
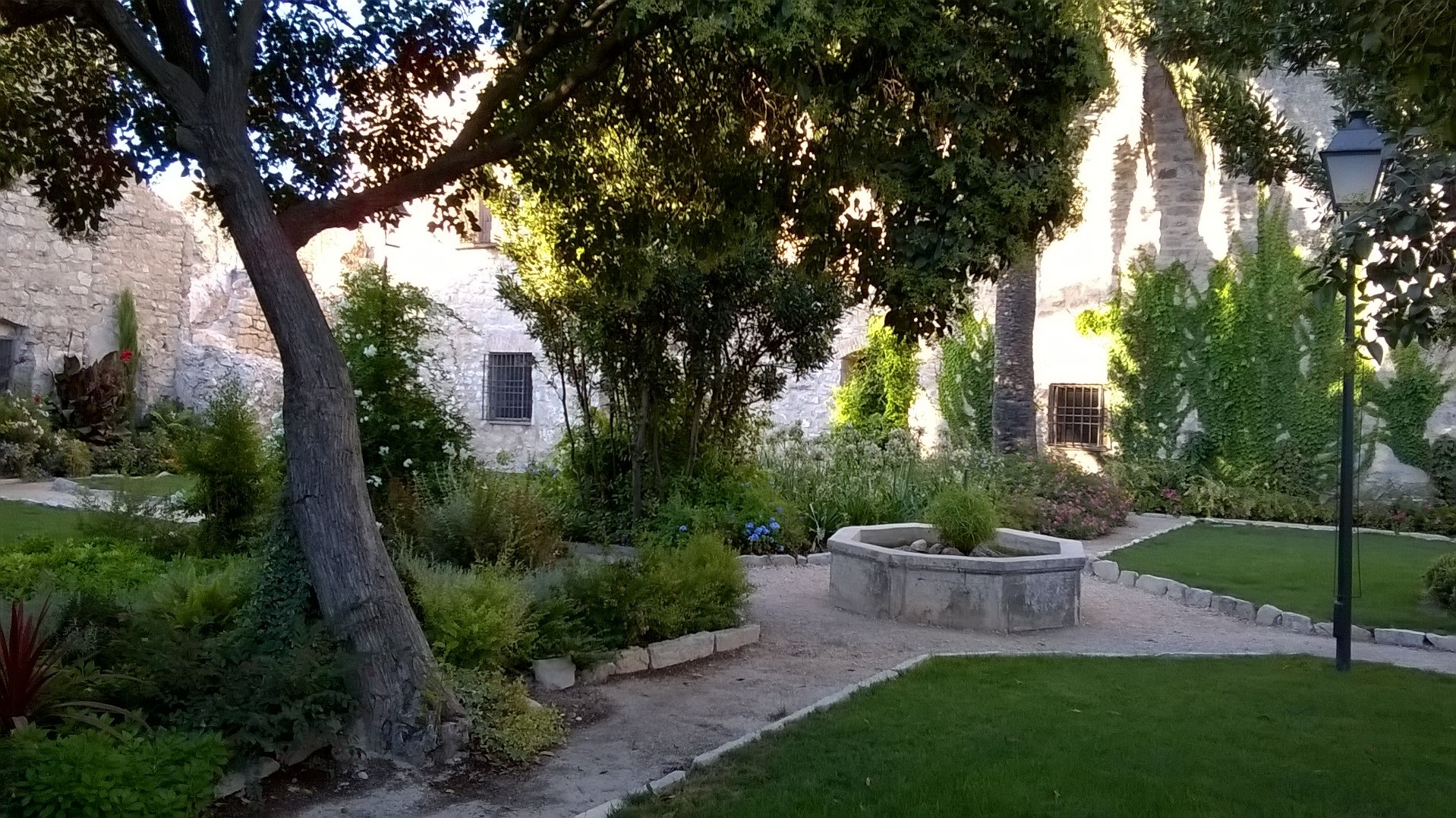
Jardines en uno de los patios del Castillo
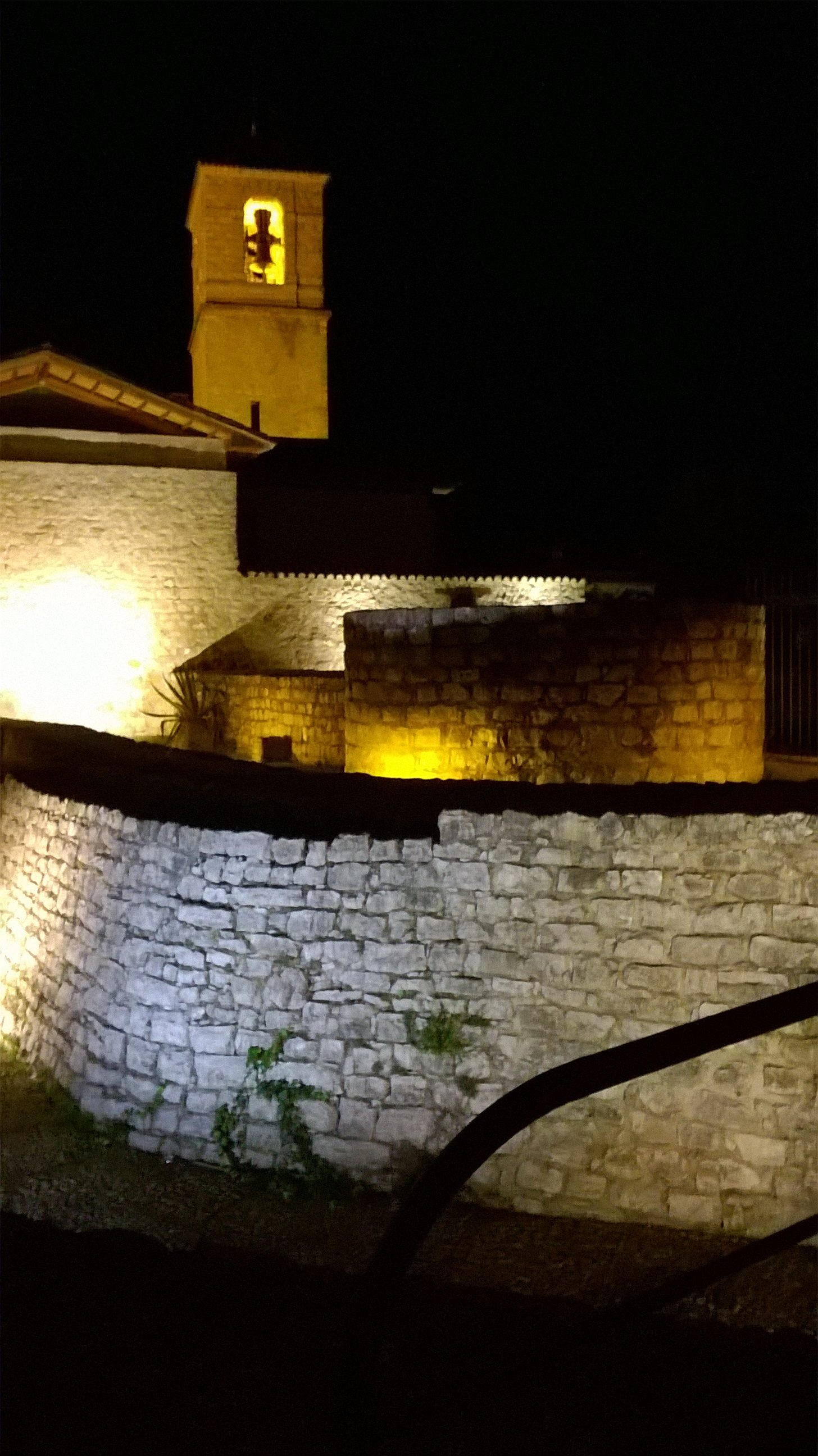
Foso del Castillo y San Pedro
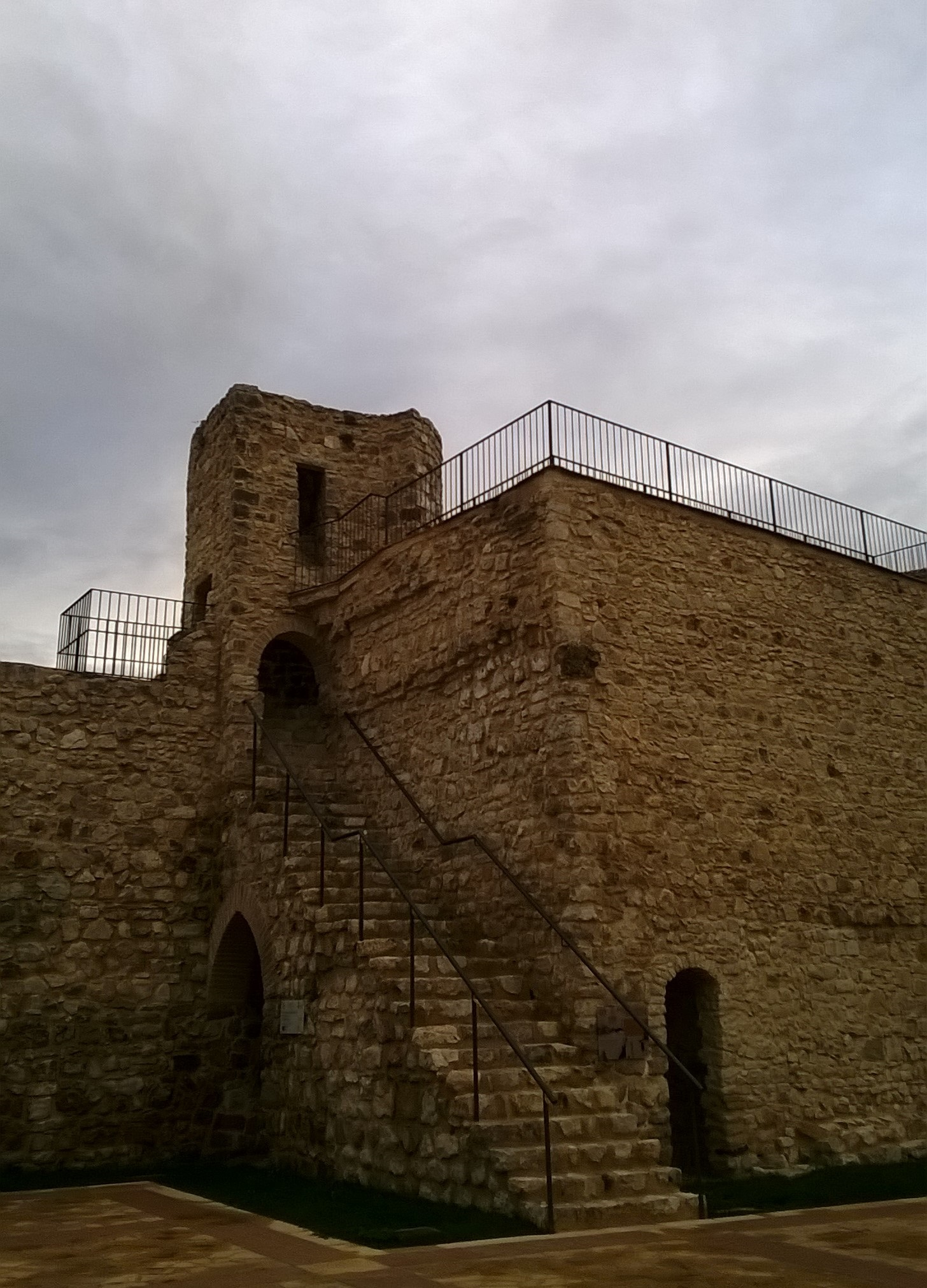
Castillo Torredonjimeno
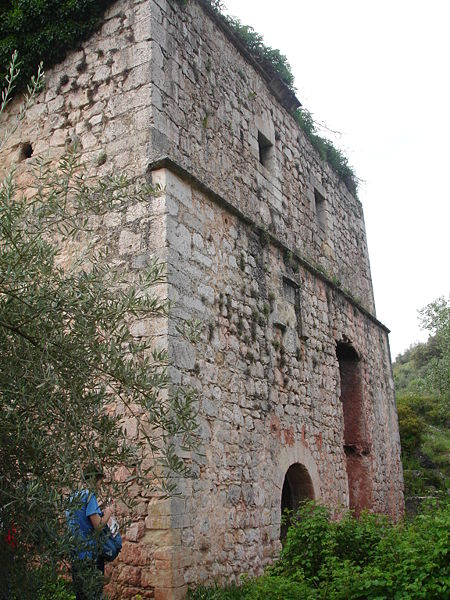
Molino del Cubo (Torredonjimeno)

### Arquitectura religiosa
- Iglesia de Santa María (s. XVI). La iglesia de Santa María fue construida en el siglo XVI, aprovechando los materiales de la antigua muralla urbana de la ciudad. Fue reformada en los siglos XVII y XVIII. Posee un estilo arquitectónico gótico. Consta de una sola nave con capillas a ambos lados, dividida en tres tramos. El retablo antiguo era de 1537 y fue destruido en 1936, conservándose solo la corona y las cortinas, perfectamente incluidas en el retablo actual, que es obra de Amadeo Ruiz Olmos. El templo es ampliado en 1671, consistiendo en la construcción de una capilla junto al presbiterio. La segunda ampliación del templo es del primer tercio del siglo XVIII, dedicada a Nuestra Señora de los Dolores, en la que destaca el camarín. En el año 2010 fue declarada Bien de Interés Cultural.[23]
- Iglesia de San Pedro Apóstol (s. XVI). Es una iglesia de estilo renacentista, diseñada por Francisco del Castillo, que fue construida en 1592. Está dividida en tres naves por sobrias columnas de orden toscano que soportan un artesonado mudéjar. Sobre el presbiterio se encuentra la bóveda de cuarto de esfera, con frescos de la Gloria Celestial. El retablo, del primer tercio del siglo XVII, es originario de un convento de Valladolid. Destaca también el gran número de obras de imaginería de Semana Santa, muchas de ellas de Francisco Palma Burgos y Amadeo Ruiz Olmos.
- Convento de Nuestra Señora de la Piedad (siglo XVI), fundado por D. Jerónimo de Padilla, caballero de la Orden de Santiago, para albergar un convento y colegio para doncellas. Hacia 1550 están acabadas las obras de la iglesia y resto de las dependencias del monasterio. En su interior se encuentran los enterramientos de los fundadores y su familia. La iglesia presenta una sola nave, con capillas laterales empotradas en el muro. Tiene doble coro en los pies y en el lado del presbiterio. El retablo es barroco del año 1728. La nave se divide en tres tramos con bóvedas góticas estrelladas y separadas por arcos de medio punto, columnas y capiteles. Destaca como elementos decorativos la profusión de conchas santiaguinas y composición general de elementos góticos tardíos y renacentistas.
- Convento de la Victoria (siglo XVII). De principios del siglo XVII. Este convento estuvo funcionando hasta 1840 en que desapareció por la desamortización de Mendizábal. Se conserva solamente la antigua iglesia del convento que ocupaba toda la manzana, de la que solo se conserva las bóvedas y los laterales como elementos originales. Actualmente es un centro pastoral de la parroquia de Santa María.
- Ermita de la Virgen de Consolación (s. XV-XVII) Situada a un kilómetro de la localidad. Presenta planta de cruz con una sola nave de cañón. La sacristía es gótica de la época del reinado de los Reyes Católicos. La portada de perfecta labor cantería, en ella aparecen dos cuerpos, en el inferior con arco de medio punto apoyado sobre impastas y jambas, y a cada lado pilastras toscanas que soportan el entablamiento. En el cuerpo superior hay una hornacina con la imagen de la Virgen.
- Ermita de los Santos Cosme y Damián (s. XVI-XVIII). Este pequeño templo, de estilo renacentista-barroco, se encuentra en el camino de Martos. Parece que el levantamiento de la ermita estuvo relacionada con una epidemia de peste que asoló el lugar en el año 1580 y fue inaugurada el 26 de septiembre de 1584. La primitiva ermita sufrió diversas intervenciones en los siglos XVII y XVIII.
- Ermita de San Cristóbal (s. XVII). También conocida como ermita del Calvario, tiene su origen en el siglo XVII. Perteneció a la Orden Franciscana que extendió la práctica religiosa del Vía Crucis y el Rosario de la Aurora.
- Convento de San José de la Montaña (s. XX). De principios del siglo XX. Regentado por la Congregación Madres de Desamparados y San José de la Montaña desde 1917. Fue en un principio proyectado para servir de hospital. En la actualidad es un convento con función de asilo y residencia de ancianos y colegio de primaria y secundaria. La iglesia está construida con una combinación de estilos arquitectónicos historicistas, como son el neogótico, en el interior; el neomudéjar, en la torre y la fachada; y el neobarroco, en la cúpula.
- Iglesia de la Virgen del Olivo (s. XXI). Templo moderno en el que destaca la artesanía del retablo del altar mayor y su vidriera.

### Edificios y lugares de interés
- Calle Don Diego
- Calle Navas
- Calle San Antonio
- Calle Virgen de las Angustias
- Calle La Muela
- Colegio de Puerta de Martos
- Colegio de San Roque
- Edificio del Casino
- Edificio del Regina
- Plaza de la Constitución
- Plaza de la Victoria
- Plaza de los Cobos
- Plaza de los Dolores
- Plaza de San Pedro
- Plaza de Santa María
- Plaza de Pablo Casals
- Plaza del Llanete de las Arrabalas
- Plaza Primero de Mayo[24]

### Parajes naturales y zonas verdes

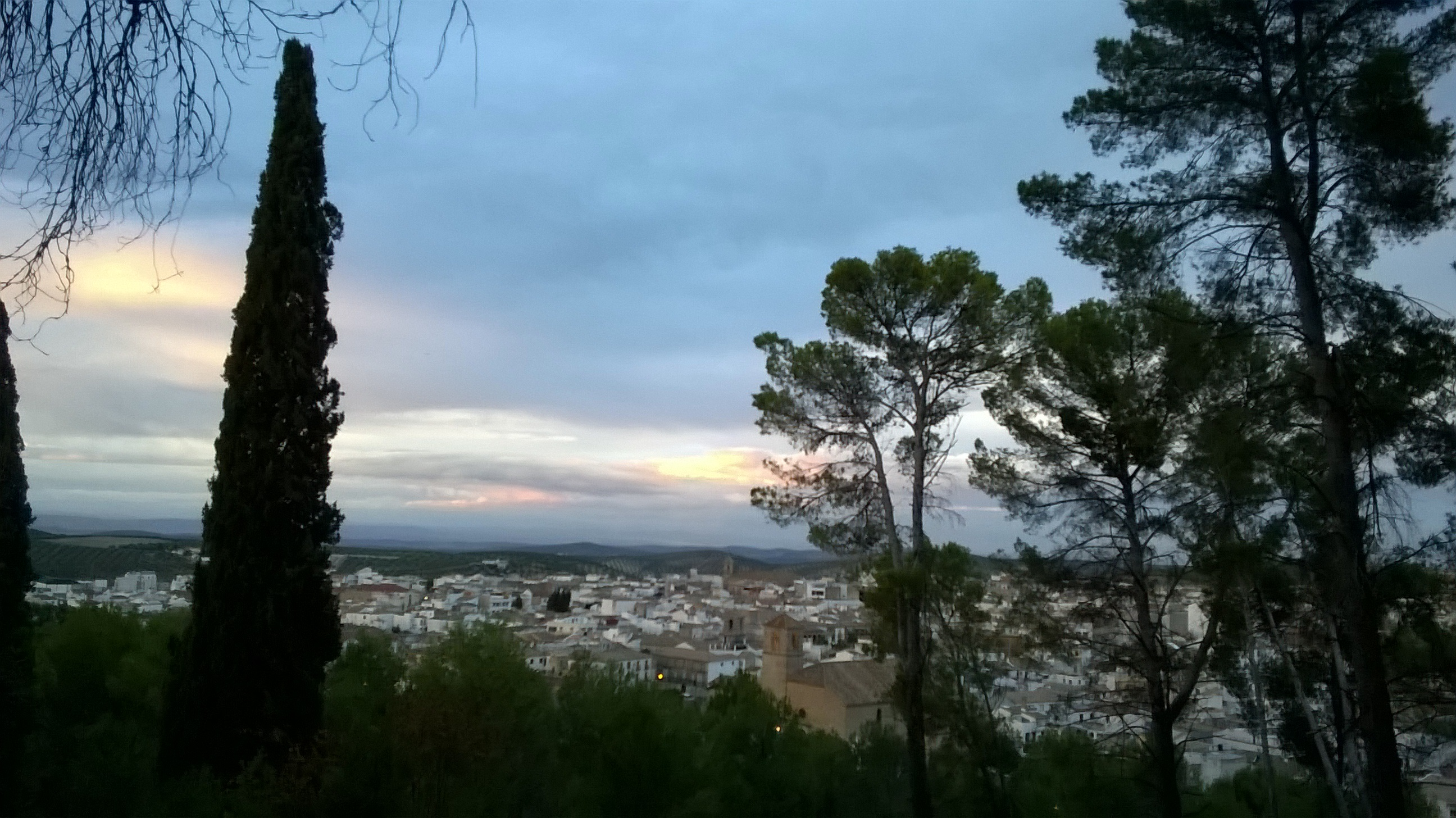
Calvario en Torredonjimeno